# Helyszínek a Harry Potter-univerzumban
Ez a lap a Harry Potter univerzumban található helyszíneket sorolja fel.
|  | Alább a cselekmény részletei következnek! |

## Abszol út
Az Abszol út (az angol eredetiben Diagon Alley) a Harry Potter-könyvek egyik fontos helyszíne. Olyan, mint a muglik világában egy hosszú utcán végigvezető boltsor. Az iskolakezdés előtt tömegesen jönnek a tanulók és általában a szüleik, (bár a mugli származású varázslók esetén egy varázsló kíséri el őket először) hogy megvegyék a tanévhez szükséges kellékeket. A boszorkányok és varázslók állatokat, pennát, talárt, varázsseprűt, varázspálcát, üstöt, könyveket szerezhetnek be boltjaiban.

## Azkaban
Az Azkaban a varázslók világának rettegett börtöne, amelyet a dementorok védenek. A szigorú őrizet ellenére többen is megszöktek falai mögül.

## Beauxbatons Mágusakadémia
A Beauxbatons Mágusakadémia (franciául: Académie de Magie Beauxbâtons) a Harry Potter-könyvek negyedik részében fordul elő; ez a Roxforthoz hasonló, varázslókat képző iskola. A szó, hogy „beaux batons”, „szép pálcákat” jelent franciául – valószínűleg innen a címere, a két keresztbe tett varázspálca. Az iskola valószínűleg Franciaországban található. Az intézmény igazgatónője, Olympe Maxime, aki félig ember-boszorkány, félig óriásnő.
Az iskola küldöttsége egy ház nagyságú, halványkék lovaskocsival közlekedik, amelyet tizenkét elefánt méretű aranysárga szárnyas ló vontat. A lovak kizárólag tiszta whiskyt isznak. Az iskola diákjainak egyenruhája világoskék selyemtalár. Nem jellemzi nagy bátorság azokat a diákokat, akik az iskolában tanulnak, viszont nagyon jól tudják használni a bűbájokat, idézéseket. A vizsgáikat azaz az RBF-et hatodik év után teszik le. Ismert diákjai: Fleur Delacour, Gabrielle Delacour és Olympe Maxime.

## Durmstrang
A Durmstrang a Harry Potter-univerzum egyik mágusképző intézete. A Harry Potter és a Tűz Serlegében Hermione utalást tesz rá, hogy a Durmstrang valahol északon helyezkedik el. Az iskolai egyenruha vörös talár, amihez télen bundaköpenyt viselnek. Igazgatója Igor Karkarov, egykori halálfaló. Voldemort visszatérésének hírére elmenekül, Harry Potter és a Félvér Hercegben derül ki, hogy a halálfalók megtalálták, és megölték. Többek között az iskola végzős tanulója Viktor Krum a híres fogó játékos. Hermione azt is megemlíti a 4. könyvben, hogy az iskolában aránytalanul sokat foglalkoznak a fekete mágiával. Ismert személyiségei: Viktor Krum, Igor Karkarov és Gellert Grindelwald.

## Castelobruxo
Az esőerdők mélyén elrejtett brazíliai varázslóiskolába egész Dél-Amerikából érkeznek tanulók. A gyönyörű kastély a véletlenül arra tévedő muglik számára csupán egy romnak tűnik (ebben hasonlít a Roxfortra, de hogy kié volt az ötlet eredetileg, az vita tárgyát képezi). Castelobruxo egy impozáns, arany árnyalatú kövekből épült négyszögletű létesítmény, ezért gyakran mondják, hogy olyan, mint egy templom. A kastélyt és a körülötte lévő területeket Caiporak védelmezik – ezek kicsi, szellemszerű lények; eléggé rosszindulatúak és trükkösek tudnak lenni, és éjszaka bukkannak fel, hogy vigyázzanak a tanulókra és az erdőben lévő teremtményekre.

## Godric’s Hollow
Godric’s Hollow kitalált angliai falu, ahol Harry született és élt egészen szülei haláláig. Szintén itt lakott még Albus Dumbledore (a hetedik kötetben található utalás szerint apja bebörtönzése után költözött ide családjával), a Roxfort igazgatója. A falu Griffendél Godrikról, a Roxfort egyik alapítójáról kapta a nevét. A Potter család szobra is itt látható, amelyet azután állítottak, miután a Sötét Nagyúr, Voldemort végzett Harry szüleivel, ám a kisfiú túlélte a halálos átkot. A ház, amelyben éltek, muglik számára láthatatlan. Romokban hever, de rengeteg boszorkány és varázsló látogatta meg, ezt bizonyítja a házra és a Potter család történetét elbeszélő emléktáblára írt rengeteg üzenet, amelyben biztosítják Harryt a belé vetett hitükről. Harry szüleinek és a Peverell fivérek legfiatalabbikának, Ignotusnak valamint Dumbledore anyjának, Kendrának és húgának, Arianának sírja a faluban található. Szintén a település lakója Bathilda Bircsók, neves mágiatörténész és tankönyvszerző, Dumbledore professzor jó barátja, Gellert Grindelwald nénikéje. Grindelwald fiatalként egy darabig Bathilda Bircsóknál lakott, ekkor ismerkedett meg és barátkozott össze Albus Dumbledore-ral.

## Grimmauld tér 12.
A londoni Grimmauld tér 12. szám alatti ház Sirius Black tulajdona, amelyet átengedett a Főnix Rendjének főhadiszállás céljára. A házat bűbáj védi, így csak az találhatja meg, akinek Albus Dumbledore, a titokgazda, elárulja. A ház tele van ódon tárgyakkal, festményekkel, kártevőkkel. Itt lakozik Sipor, a Black család kelletlen házimanója.

## Gringotts
A Gringotts a varázslók pénzintézete, amelyet koboldok üzemeltetnek. (az Abszol úton található) A világ egyik legjobban védett épülete, ezért sok más értékes dolgot is el lehet rejteni benne. (pl.:Bölcsek köve)

## Három Seprű
A Három seprű egy, a Harry Potter-regénysorozatban szereplő kocsma, amely Roxmorts településen található. A Három seprű a következő jelenetekben szerepel.
- 3. könyv: Harry itt bújik el a beszélgető tanárok és a miniszterelnök elől, és tudja meg, hogy Sirius Black árulta el a szüleit. (Később kiderül, hogy ez téveszme, az igazi áruló Peter Pettigrew.)
- 4. könyv: Harry és Hermione együtt iszogatnak (Harry láthatatlanul) , amikor találkoznak Rubeus Hagriddal és "Rémszem" Mordonnal. Hagrid éjjeli találkozóra hívja Harryt. Hermione itt veszekszik Rita Vitrollal, az újságírónővel.
- 6. könyv: Harry a Három Seprűben kapja el Mundungus Fletchert, aki Sirius tárgyait, vagyis Harry Potter örökségét lopkodja. Harry majdnem megfojtja Mundungust. Mundungus dehoppanálása után megjelenik Tonks.
- 7. könyv: Mikor Harryék a Roxmortsba hoppanálnak, a Három Seprűből kiront egy csapat halálfaló. Harryék csak Aberforth, Albus Dumbledore öccse segítségével menekülnek meg tőlük.

## Little Hangleton
Kis angol falu, ahol a Denem család élt saját birtokán. A lakók közül Denemék voltak a leggazdagabbak. A falu mellett élt a Rowle család is, melynek női tagja: Merope elcsábította az ifjabb Tom Denemet szerelmi bájitallal, majd 1926-ban gyermeket szült neki, akit később Voldemortként lett nevezetes. Miután a bájital hatása elmúlt, Tom visszatért birtokára, Merope pedig belehalt a szülésbe, a fiút pedig árvaházba került. Évekkel később, 1942-ben a családi gyökereit kereső Voldemort felkereste anyai nagyapját, majd nem sokkal később a Denem családhoz is ellátogatott, akiket reggelizés közben megölt. Ötven évvel később ebben a faluban öltött újra testet Voldemort a temetőben felhasználva apja eltemetett csontjait.
A faluban található továbbá az Akasztott Ember nevű kocsma. Little Hangletontól 200 méterre helyezkedik el Grate Hangleton.

## Szárnyas Vadkan
A Szárnyas Vadkan nevű vendéglő sokkal szokatlanabb és privátabb vendégkörrel rendelkezik, mint például a Három Seprű, és azok az alakok többsége, aki ide téved, szereti inkognitóban tartani magát, ezért sokszor elrejtik arcukat. A fogadó céhtábláján egy levágott vadkanfej látható, melyből vér folyik a fehér rongyra, amely körülveszi azt. A pub maga kissé piszkos, a padlót több réteg kosz fedi, és az ablakok annyira koszosak, hogy alig szűrődik be némi fény a helyiségbe. Az alsó szinten csak egy egyágyas szoba található, de fogadó lévén a fölső emeleten további hálókra bukkanhatunk. Harry Potter szerint a helynek kecske szaga van. A Szárnyas Vadkan Tulajdonosa Aberforth Dumbledore, Albus Dumbledore öccse.
Kopottas hírneve ellenére a Szárnyas Vadkan számos fontos eseménynek adott helyet Harry Potter világában. A vendéglő nyújtott főhadiszállást a koboldoknak az 1612-es koboldfelkeléskor; pár hónappal Harry születése előtt Sybill Trelawney ezen a helyen látta meg a Harry-ről és Voldemortról szóló jóslatot, mialatt éppen "állásinterjún" volt Albus Dumbledore-nál, hogy megkapja a jóslástan tantárgy tanári posztját a Roxfort Boszorkány- és Varázslóképző Szakiskolában. Szintén itt történt, hogy Hagrid törvénytelenül szerzett egy sárkánytojást (Norbertét), mikor Voldemort álruhás inasával üzletelt; Dumbledore Serege a Szárnyas Vadkan falai közt gyűlt össze legelőször, titokban; valamint a Végső Ütközetkor Roxfort kiskorú diákjait erre szöktették meg, mivel az iskola és a vendéglő közt húzódik egy titkos alagút. A Szükség Szobájából volt elérhető a fogadó, mégpedig Ariana Dumbledore portréján keresztül, sőt, a vendéglőn keresztül jutottak be az iskolába a Főnix Rendjének tagjai.
A kocsma eredeti neve (Hog's Head) talán William Shakespeare IV. Henry című darabjának "Boar's Head Tavern" nevű kocsmájának nevéből származhat, mivel a darabban ez a vendéglő szintén szokatlan, magukat elrejteni kívánó személyek fogadójaként szolgál.

## Mágiaügyi Minisztérium
Harry Potter világában az egyes államok varázslótársadalmának hatalmi központja a mágiaügyi minisztérium, mely (bár a neve ezt sugallná) nem része a mugli kormányzatnak. Székhelye London, vezetője a varázslók kormányának vezetője is egyben.

## Nurmengard
A Nurmengard egy börtön Harry Potter világában, melyet Gellert Grindelwald épített ellenségeinek.
Nem ismertek olyan varázslók, akik oda kerültek volna. Egyedüli ismert foglya maga Gellert Grindelwald, aki azután került oda, hogy Dumbledore legyőzte őt. Említik a hetedik könyvben, hogy a kapuja fölé ki van írtva Grindelwald jelmondata „A nagyobb jó érdekében”. A börtön helye ismeretlen, de feltételezhetően valahol nem messze a Durmstrangtól lehet. (A Legendás állatok: Grindelwald bűntettei című film szerint az osztrák Alpokban található.)
Később, mialatt Harryék a Malfoy kúrián vannak, Harry látomás útján értesül róla, hogy Voldemort a Bodzapálca után kutat, és Grindelwaldot vallatja a pálca hollétéről. Grindelwald elárulja, hogy a pálca "ott nyugszik ahol Ő" - Dumbledore kezében a sírban. Így Voldemort már könnyen hozzáférhetett a Bodzapálcához..

## Az Odú
Az Odú a Widra St.Capdel nevű település közelében található, a Weasley-család ősi szállása.
A házat (akárcsak a Roxfortot) varázslat alkotta. Rengeteg tornya, szobája és még egy szelleme
is van. A ház természetesen mugli szemek elől rejtve van. Van egy garázsa, melyben Arthur Weasley repülő Ford Angliáját (CS3) tartotta. Az persze a második részben elrepült a Tiltott Rengetegbe és azóta is ott bolyong, nem kis érdeklődéssel övezve a gólyák körében. Természetesen ez Harry kedvenc háza és a kedvenc családja.

## Privet Drive
A Privet Drive Little Whinging-ben található, Surrey megyében, Angliában. Az utcát hasonló stílusú házak sora adja, a környék roppant csendes, és határozottan mágia-mentes. 
Miután Voldemort megölte Harry Potter szüleit, Albus Dumbledore elrendezte, hogy Harry a Privet Drive 4. alatt élhessen a rokonaival, Dursleyékkel (Petúnia nénivel, Vernon bácsival, és az unokatestvérével, a kissé elkényeztetett Dudleyval).
Az utca nevének – privet – jelentése fagyal, amit az angol külvárosokban sok helyen látható sövényként ültetve.

## Roxfort
A Roxfort Boszorkány- és Varázslóképző Szakiskola (angolul: Hogwarts School of Witchcraft and Wizardry) Nagy-Britannia varázslóképző iskolája. J. K. Rowling úgy írja le a muglik szemével, hogy aki erre a birtokra téved véletlenül is, az csak egy romot lát az amúgy varázslószemmel látható kastély helyett.

## Roxmorts
Roxmorts (eredeti, angol neve Hogsmeade) egy kitalált kis hegyi falu Skóciában J. K. Rowling Harry Potter című könyvsorozatában. Nagy-Britannia egyetlen kizárólag varázslók lakta települése. A Roxfort Boszorkány- és Varázslóképző Szakiskola közelében található, a Roxfort Expressz ennek a falunak a vasútállomására érkezik meg tanév elején, és ugyaninnen szállítja vissza a roxfortos diákokat Londonba.
A falu jellegzetessége a Szellemszállás, amely a hiedelem szerint egy különösen vad szellemnépség által lakott épület. Ez persze szóbeszéd, a hangok Remus Lupintól származtak, akit diákkorában kicsempésztek a kastélyból, hogy vérfarkasként ott legyen, amíg veszélyes lehet embertársaira.
A roxforti diákok harmadéves koruktól szülői engedéllyel meglátogathatják a falut az ún. roxmortsi hétvégéken. Kedvelt hely számukra a Zonkó Csodabazárja nevű varázsviccbolt. Két kocsma is üzemel a faluban, a kedveltebbik a Három Seprű, és egy piszkos mellékutcában található a Szárnyas Vadkan. Szerelmespárok számára nyílt egy kis kávézó, a Madam Puddifoot kávézója.
Roxmortsban postahivatal is működik: több száz különböző színű és méretű bagoly közül választhatnak az ügyfelek.
Egyéb üzletek is találhatók itt, mint a falu híres édességboltja a Mézesfalás; a Calamus Pennabolt; az Aranytalár Varázslódivat; valamint a Dervish & Durran varázslóbolt.

## Szent Mungo Varázsnyavalya- és Ragálykúráló Ispotály
A Szent Mungo Varázsnyavalya- és Ragálykúráló Ispotály egy fiktív intézmény: J. K. Rowling Harry Potter-sorozatában a varázslók és boszorkányok kórháza. A történet során utalás szintjén többször is olvashatunk róla, az ötödik kötetnek azonban fontos eseményei játszódnak a kórházban. Az ott dolgozókat nem orvosoknak, hanem gyógyítóknak vagy medimágusoknak hívják.
Az intézményt egy híres gyógyító, Mungo Bonham alapította. A kórház emblémájában egy keresztbe tett varázspálca és lábszárcsont látható.

## Szellemszállás
A szellemszállás Roxmorts mellett található. A legenda szerint szellemek lakták, de a könyvekből kiderül, hogy Remus Lupin (aki vérfarkas volt) iskolás évei alatt, átváltakozásakor, egy titkos alagúton keresztül (ami a fúria fűz tövétől indult) a házba ment, hogy ne tehessen senkiben se kárt. A faluban meghallották a szörnyű kiáltásokat (vérfarkassá változni nem volt kellemes dolog) és híre ment, hogy szellemek lakják az elhagyatott házat. Később az Azkabanból szökött Sirius Black használta búvóhelyként.

## Tiltott Rengeteg
Harry Potter az első öt évben (azaz az első öt könyvben) kerül valamilyen módon az erdőbe, majd a hetedik könyvben a végkifejletnél, a roxforti csata  alkalmával.
- A Harry Potter és a bölcsek kövében büntetésből segítenie kell Hagridnak, akivel együtt egy sérült unikornis nyomát követik. Az állat gyilkosát, Mógust Harry találja meg, amint a halott állat vérét issza. Találkoznak az erdőben élő kentaurokkal is.
- A második könyvben Hagrid tanácsára Ron társaságában keresi fel az erdőt, és fedezi fel Aragogot, Hagrid óriáspókját. Weasleyék elszabadult repülő Fordját is megtalálják.
- A harmadik részben Hermionéval és Csikócsőrrel, a halálra ítélt hippogriffel bújnak el az erdőben.
- A negyedik könyvben Hagrid megmutatja Harrynek az ideiglenesen a Rengetegben őrzött sárkányokat, melyeket a Trimágus Tusa első próbáján kell legyőzni.
- Az ötödik részben Hagrid bemutatja Harryéknek a féltestvérét, Grópot, akit az erdőben szállásolt el. Ugyanezen évben Hermione ide csalja el az őt és Harryt őrizetbe vevő Dolores Umbridge-ot, akit ezután a kentaurok támadnak meg.

A rengetegben sok állat él: kentaurok, acromantulák, thesztrálok, bólintérek, állítólag vérfarkasok, egyszarvúk, és az ötödik részben Gróp az óriás is. Ezen kívül még más lények is vannak "errefelé". Diákoknak tiltott terület.

## Titkok Kamrája
A kamrát Mardekár Malazár építette a Roxfort varázslóiskolában, miután nem teljesült az a kívánsága, hogy az iskolából zárják ki a sárvérű (azaz mugli születésű) gyerekeket. A kamrát lezárta és annak kinyitására csak a kígyók nyelvét (párszaszó) beszélő varázslók képesek. A kamra egy mellékhelyiségből nyílik, ebben a mellékhelyiségben halt meg (a kamra kinyitásának következtében), majd később itt kísértett Hisztis Myrtle. A Harry Potter és a Titkok Kamrája című kötetben Tom Denem (későbbi nevén Voldemort) naplója (valójában egy horcrux) parancsára Ginny Weasley ötven év után újra kinyitja a kamrát, melyet először maga Denem nyitott ki, bár ezzel az ártatlan Rubeus Hagridot vádolták meg.
A kamrában Mardekár szörnyetege, egy baziliszkusz lakik, melynek még Harry Potter sem tud parancsolni. A bestiával a fiú végez a második kötetben; Griffendél Godrik kardjával döfi le, melyet a Teszlek Süvegből húz elő. A baziliszkusz okozta sebét Fawkes, a főnix könnyei gyógyítják be. A sorozat hetedik kötetében (Harry Potter és a Halál ereklyéi) Ron Weasley ismét kinyitja a kamrát és felhoz néhány kígyófogat, hogy el tudják pusztítani Voldemort nagyúr horcruxait.